# TIME NOTE
『TIME NOTE』（タイムノート）は、2007年3月21日に発売された奥華子の2枚目のアルバム。

## 解説
1枚目のアルバム『やさしい花の咲く場所』の後にシングルリリースされた3曲と、新曲8曲で構成されている。このアルバムの収録曲により、1stコンサート2007春〜TIME NOTE〜（渋谷C.C.Lemonホール）が開催されている。
初回限定で、『時をかける少女』のエンディングDVDがついたものが発売された。他、ジャケットの奥華子の写真が微妙に違う。
- 初回限定版の写真は、彼女が下を向いていてキーボードがKAWAIのSPECTRA（黒色）
- 通常版の写真は、彼女が正面を向いていてキーボードがKAWAIのMIDIKEY（白色）

## 構成・収録曲
PCCA-02440（初回限定盤）
1. Disc1
  1. さよならの記憶
  2. 僕が生まれた街 - 「ちばデスティネーションキャンペーン」CFソング
  3. ガーネット(弾き語りver.) - 劇場版アニメーション『時をかける少女』主題歌 (4th)
  4. プレゼント - BS朝日韓国名作ドラマ『北京 My Love』エンディングテーマ
  5. 恋　
  6. 小さな星 (5th)
  7. 恋の天気予報 - NHK総合/教育/BS2『産地発!たべもの一直線』テーマソング
  8. 君のためならできること
  9. 変わらないもの - 劇場版アニメーション『時をかける少女』挿入歌 (4th)
  10. 桜並木
  11. タイムカード
2. Disc2（特典DVD）
  1. 『時をかける少女』エンディング映像（ノンクレジット・歌詞付）
  2. 『時をかける少女』DVD告知映像

PCCA-02441（通常盤）
- PCCA-02440のDisc 1に同じ

## 演奏
- 奥華子
  - Vocal & Keyboards
  - Synth Manipulator (#4)
  - Recorder (#8)
  - Arrangement (#10)
- 斎藤茂彦：Arrangement & Synth Manipulator (#2)
- 西尾郁子：Clarinet (#2)
- あおい吉勇：Arrangement & Synth Manipulator (#6)
- 松永俊弥：Drums (#6)
- RUSH by 加藤高志Strings：Strings (#6)
- 佐藤清喜：Arrangement & Synth Manipulator (#8)
- 竹田裕美子：Accordion (#8)
- 佐藤準：Arrangement (#9)
- 小田原豊：Drums (#9)
- 惠美直也：Bass (#9)
- Aquarius Strings：Strings (#9)
- 山崎哲雄：Synth Manipulator (#9)
- 芳垣安洋：Percussions (#10)
- 鬼怒無月：Guitars (#10)